# Neochlamisus eubati
Neochlamisus eubati är en skalbaggsart som först beskrevs av Brown 1952.  Neochlamisus eubati ingår i släktet Neochlamisus och familjen bladbaggar. Inga underarter finns listade i Catalogue of Life.